# In Concert 1987: Abigail
"In Concert 1987: Abigail" är ett livealbum inspelat 1987 på King Diamonds Abigailturné, men släppt först 1991. Dom spelar en gammal låt av Mercyful Fate, annars bara King Diamond låtar. Skivan släpptes även som en remastrad version 1997, dock utan någonting extra.

## Låtarna
Text av King Diamond. Musik angiven nedan.
1. "Funeral" (Diamond) – 1:55
2. "Arrival" (Diamond) – 5:47
3. "Come to the Sabbath" (Diamond) – 5:43
4. "The Family Ghost" (Diamond) – 4:25
5. "The 7th Day of July 1777" (Diamond) – 4:26
6. "The Portrait" (King Diamond) – 4:46
7. "Guitar Solo Andy" (LaRocque) – 3:35
8. "The Possession" (Denner - Diamond) – 3:52
9. "Abigail" (Diamond) – 4:28
10. "Drum Solo" (Dee) – 3:25
11. "The Candle" (Diamond) – 6:01
12. "No Presents for Christmas" (Denner - Diamond) – 4:23

## Personal
- Sång: King Diamond
- Gitarr: Andy La Rocque
- Gitarr: Mike Moon
- Bas: Timi Hansen
- Trummor: Mikkey Dee